# Гавриков, Владимир Юрьевич
Владимир Юрьевич Гавриков (25 сентября 1956 - 04 августа 2020) — советский биатлонист, бронзовый призёр чемпионата мира, победитель этапов Кубка мира в составе сборной СССР, чемпион (1979) и неоднократный призёр чемпионата СССР.

## Биография
Представлял команду Вооружённых Сил (СКА) и город Москву.
На чемпионате СССР 1979 года стал победителем в спринте. В 1981 году выиграл две серебряные медали — в спринте и в эстафете в составе сборной Вооружённых Сил. В 1982 году стал бронзовым призёром чемпионата страны в спринте, а в 1983 году — в гонке патрулей.
В составе сборной СССР принимал участие в этапах Кубка мира. В сезоне 1979/80 стал двукратным победителем этапа в Лахти в спринте и индивидуальной гонке, выиграл серебро в эстафете. В общем зачёте занял четвёртое место (129 очков) и стал лучшим среди спортсменов из СССР, будучи формально резервистом, однако биатлонисты основного состава сборной в олимпийский сезон пропустили большую часть стартов Кубка мира.
В 1981 году участвовал в чемпионате мира в Лахти, стал бронзовым призёром в эстафете, был девятым в индивидуальной гонке и десятым в спринте.
Дальнейшая судьба неизвестна.